# SV Viktoria Elbing
SV Viktoria Elbing was een Duitse voetbalclub uit het Oost-Pruisische Elbing, dat tegenwoordig het Poolse Elbląg is.

## Geschiedenis
De club werd in 1910 opgericht. In 1920 nam de club deel aan de eindronde van de Bezirksklasse Danzig-West-Pruisen en verloor met 5-2 van VfL Danzig. Na dit seizoen werden de clubs uit Elbing overgeheveld naar de Oost-Pruisische competitie. De club werd kampioen van de Bezirkskliga Ostpreußen West in 1921 en plaatste zich voor de eindronde, waar ze met 6-1 verslagen werden door VfB Königsberg. Ook in 1922 was Königsberg de boosdoener in de eindronde. Het jaar erna werd de eindronde in groepsfase gespeeld en werd de club tweede in zijn groep achter Masovia Lyck. In 1924 eindigde de club samen met Marienburger SV 1905 eerste en moest eerst nog een play-off winnen vooraleer ze naar de eindronde mochten, waar ze uiteindelijk laatste werden. In 1925 werden ze tweede achter SV Viktoria Allenstein. Na het seizoen 1925/26 werd de competitie hervormd en werden de zeven Bezirksliga's vervangen door één Ostpreußenliga, waarvoor Viktoria zich niet plaatste. Het volgende seizoen nam de club deel aan de promotie-eindronde, maar slaagde hier niet in. In 1929 werden de clubs uit Elbing en omgeving overgeheveld naar de nieuwe Grensmarkse competitie, waar ook clubs uit Danzig en Pommeren speelden. Na twee seizoenen zonder titel werden ze in 1932 opnieuw kampioen. In de eindronde werden ze tweede in hun groep achter Danziger SC 1912. Het volgende seizoen miste de club de eindronde doordat Polizei SV Elbing de titel won. Door de strenge winters in het Baltische gebied werd de competitie van 1932/33 in 1931 al begonnen en de geplande competitie van 1933/34 al in 1932. Nadat de NSDAP aan de macht kwam werd de competitie door heel Duitsland grondig geherstructureerd. De Gauliga Ostpreußen werd ingevoerd en het seizoen 1933/34, dat al begonnen was werd niet voltooid. Wel werd op basis van die eindrangschikking het aantal teams voor de Gauliga bepaald. Uit de Kreisliga Westpreußen plaatste enkel de kampioen, Viktoria, zich.
In het eerste seizoen werd de club laatste en degradeerde. Het volgende seizoen werd de club tweede achter SC Lauental. Hierna werd de Gauliga al hervormd en speelden de clubs uit de Gauliga samen met de beste clubs uit de Bezirksklasse in vier reeksen. De top twee plaatste zich voor de eigenlijke Gauliga. Viktoria speelde in het district Danzig. De club werd drie jaar op rij vierde en moest telkens drie clubs uit de stad Danzig voor laten gaan. Toen de Gauliga werd herleid naar één reeks kwalificeerde de club zich hier niet voor.
In 1939 fusioneerde de club voor één seizoen met VfR Hansa Elbing en Elbinger SV 05 en trad aan als SG Elbing in de Gauliga. Dat seizoen werd niet afgemaakt door de slechte winter en na dit seizoen werd de fusie ontbonden.
Nadat West-Pruisen van Polen werd geannexeerd werd de Gauliga Danzig-Westpreußen opgericht en verkaste Viktoria naar deze Gauliga. In 1941/42 werd de club vierde. De volgende seizoenen eindigde de club in de middenmoot. Het seizoen 1944/45 werd niet afgemaakt door het nakende einde van de Tweede Wereldoorlog.
Na het einde van de Tweede Wereldoorlog werd Elbing Pools grondgebied en alle Duitse voetbalclubs werden ontbonden.

## Erelijst
Kampioen West-Pruisen
1932